# Шетневы
Шетневы (Щетнёвы) — древний русский дворянский род, из Тверских бояр.
При подаче документов для внесения рода в Бархатную книгу, были предоставлены три родословные росписи: Петром (18 марта 1686), Алексеем (23 мая 1686) и Матвеем (1686).
Род записан в VI часть дворянской родословной книги Псковской, Московской и Ярославской губерний.
В родословной книге из собрания князя Михаила Андреевича Оболенского указано, что от рода Шетневых происходят дворянские рода: Гнездовы, Беленицыны, Зюзины и Садыковы, фамилию получили от потомка первовыехавшего по прозванию Шетня.

## Происхождение и история рода
Предок рода Шетневых, властодержатель греческого города Сардинии, именем Фёдор, в древнейшие времена, по случаю завоевания сего города болгарским царём Иоанном Асаном, переселился в Угру, а потом переехал в Чернигов в великому князю Михаилу Всеволодовичу и был пожалован боярской честью. Вместе с великим князем Михаилом Всеволодовичем — за не поклонение кусту и огню — приняли мученическую смерть от хана Батыя. Русской православной церковью причислен к лику Святых мучеников.
Сын его Борис Фёдорович Половой из Чернигова выехал в Тверь и великим князем пожалован его бояриным (1320). У Бориса Фёдоровича был внук, 1-й тысяцкой в Твери, Михаил Фёдорович по прозванию Шетня, который является родоначальником. У родоначальника были три сына: Константин — тысяцкий в Твери, Григорий по прозванию Садык — служил у князя Андрея Ивановича и является родоначальником Садыковых и Захарий Гнездо — родоначальник Гнездовых. Иван Константинович Шетнев Тверской боярин, дети которого Андрей Зуза — родоначальник Зузиных (Зюзиных) и боярин тверской Афанасий Шетнев, продолжатель рода.

## Описание герба
В щите, имеющем голубое поле, изображен чёрный одноглавый коронованный орёл, имеющий в лапах лавровый венок и длинный золотой крест (изм. герб великого княжества Черниговского). Внизу этого орла на подошве щита видны выходящие из облака две руки с мечами и между ними находится срубленный пень с ветвями. На щите поставлены три шлема, из которых средний увенчан дворянской короной с пятью страусовыми перьями, которые обвиты лавровым венком, а на крайних двух шлемах видны две старинные золотые копейки, висящие на золотой цепочке. На поверхности этих шлемов положены по одной гарлатной боярской шапке и выходящие из них две руки в латах, с мечом. Намёт на щите голубой, подложен золотом. Герб внесён в Общий гербовник дворянских родов: Часть IV стр. 21.

## Известные представители
- Шетнев Иван Константинович — московский дворянин (1627—1629), воевода в Иосифо-Волокаламском монастыре († 1636).
- Шетневы: Фёдор Борисович, Пётр Федоровичи Большой и Меньшой, Кирилл Константинович — московские дворяне (1627—1640).
- Шетневы: Иван Петрович и Алексей Фёдорович — стольники патриарха Филарета (1629), московские дворяне (1636—1640).
- Шетнев Иван Иванович — патриарший стольник (1629), московский дворянин (1640—1668), стряпчий (1672—1676), стольник (1682).
- Шетнев Василий Фёдорович — московский дворянин (1636—1658), воевода в Сургуте (1659).
- Шетневы: Матвей Иванович, Иван Федорович, Иван — московские дворяне (1629—1662).
- Шетнев Иван Иванович — московский дворянин (1676—1677), стряпчий (1683), стольник (1686—1692).
- Шетневы: Пётр Петрович и Александр Иванович — стольники царицы Прасковьи Фёдоровны (1686—1692).
- Шетневы: Семён Тихонович, Сергей Иванович, Фёдор и Василий Афанасьевичи — московские дворяне (1678—1692).
- Шетневы: Иван Кириллович и Андреян Яковлевич — стряпчие (1682—1692).
- Шетневы: Пётр Алексеевич, Кирилл Иванович, Александр Петрович — стольники (1686—1692)[7][8].